# Rachel Kempson
Rachel Kempson (ur. 28 maja 1910 w Dartmouth, zm. 24 maja 2003 w Nowym Jorku) – brytyjska aktorka. Jej mężem był aktor Michael Redgrave, z którym miała troje dzieci: Vanessę, Corina i Lynn.

## Wybrana filmografia
- 1997: Déjà vu jako Matka Skelly
- 1991: For the Greater Good jako Margaret Delysia
- 1991: Uncle Vanya jako Mariya Vasilyevna
- 1990: Lorna Doone jako Lady Dugal
- 1985: Pożegnanie z Afryką jako Lady Belfield
- 1984: Dama kameliowa jako Hortense
- 1984: Klejnot w koronie jako Lady Manners